# Paraoa
Paraoa, andere Namen: Tohora, Hariri, Gloucester Island, ist eine kleine, unbewohnte Insel im Südpazifik, die geografisch zum Tuamotu-Archipel gehört.

## Geografie
Das nahezu ovale Atoll misst 8,5 × 5,5 km, hat jedoch nur eine Landfläche von knapp 4 km². Die 14 km² umfassende Lagune des Atolls ist vollständig von einem Korallenriff umschlossen, das keine befahrbare Zufahrt aufweist. Die Nord- und Nordostseite wird von einer langen, durchschnittlich nur 250 m breiten Koralleninsel gebildet, die rund zwei Drittel des Atolls umfasst. Der Wasseraustausch zwischen der Lagune und dem Ozean erfolgt durch flache Hoa an der Südseite des Saumriffes, die mehrere kleine Motus voneinander trennen.
Die Vegetation ist weitgehend unberührt, sie entspricht in ihrer Zusammensetzung der Flora der flachen Koralleninseln der übrigen Tuamotus (siehe dazu → Tuamotu-Archipel#Flora). Im Nordwesten der Hauptinsel wurde ein kleines Areal gerodet und eine Kokosplantage angelegt, wahrscheinlich während des Kopra-Booms im späten 19. und frühen 20. Jahrhundert. Die Plantage wird heute nur noch sporadisch zur Ernte aufgesucht.

## Geschichte
Es ist nicht bekannt, ob die Insel jemals dauerhaft von Polynesiern bewohnt war. Wegen des völligen Fehlens von Süßwasser, der geringen Landfläche und der beschränkten Ressourcen dürfte das eher unwahrscheinlich sein. Eine archäologische Exploration hat allerdings bisher nicht stattgefunden. Wallis nahm jedoch 1767 während der Vorbeifahrt an der Westküste etwa 16 Polynesier wahr, die drohend Speere schwangen, sah aber keine Kanus und keinen Hinweis auf eine Siedlung. Es ist daher eher anzunehmen, dass es vorübergehende Besucher von einer anderen Insel waren.
Der britische Marineoffizier und Weltumsegler Samuel Wallis hat Paraoa für Europa entdeckt. Auf dem Weg von der Magellanstraße nach Tahiti passierte die Dolphin am 11. Juni 1767 eine unbekannte Insel, die Wallis „Gloucester Island“ taufte, nach William Henry, Duke of Gloucester and Edinburgh, dem jüngeren Bruder von König Georg III. Da Wallis nicht erwartete, Wasser und Lebensmittel auf der winzigen, wenig Ressourcen versprechenden Insel aufnehmen zu können, verzichtete er auf eine Landung, die ihm wegen der zahlreichen Riffe, der hohen Brandung und des starken Windes auch gefährlich zu sein schien. Wallis merkt in seinen Aufzeichnungen an, dass die Insel zwar dicht bewaldet gewesen sei, er jedoch keine Kokospalmen gesehen habe.
Der britische Polarforscher und Geograph Frederick William Beechey erreichte Paraoa im Februar 1826. Auch er ging nicht an Land, da er befürchtete, wegen der starken Brandung auf die Klippen getrieben zu werden. Auch Beechey sah keine Anzeichen für evtl. Bewohner.
Die Forscher der „Whitney South Seas Expedition“, deren vorrangiges Ziel die Erforschung der pazifischen Vogelwelt und das Sammeln von Vogelpräparaten für das American Museum of Natural History war, suchten Paraoa am 28. Juni 1922 auf und sammelten dort ein Exemplar des Borstenbrachvogels (Numenius tahitiensis).

## Politik und Verwaltung
Die unbewohnte Insel gehört politisch zum französischen Überseeland (Pays d'outre-mer – POM) Französisch-Polynesien und wird von der Gemeinde Hao verwaltet.